# 해리 헤이

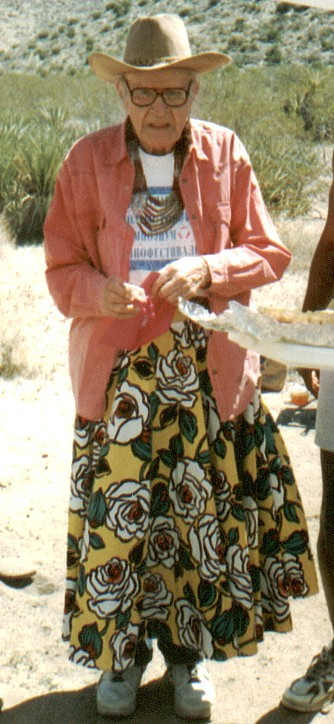
해리 헤이

해리 헤이(Harry Hay, 1912년 4월 7일 ~ 2002년 10월 24일)는 미국 출신의 LGBT 활동가, 공산주의자, 사회주의자, 노동운동가, 미국내 아메리카 원주민 인권운동가이다. 세계산업노동자연맹, 미국 공산당, 게이해방전선 등에 관여했다.